# 当帰四逆加呉茱萸生姜湯
当帰四逆加呉茱萸生姜湯（とうきしぎゃくかごしゅゆしょうきょうとう）は、漢方方剤の一つ。医療用医薬品と薬局等で販売している一般用医薬品がある。味は非常に苦みが強く、飲みにくいため錠剤漢方もある。男女を問わず冷え症状に良く使われる。

## 効果・効能
手足の冷えを感じ、下肢が冷えると下肢又は下腹部が痛くなり易いものの、下記の諸症に用いる。

## 適応症
手足の冷えを感じ、下肢が冷えると下肢又は下腹部が痛くなり易いものの、次の諸症：しもやけ、頭痛、下腹部痛、腰痛、月経痛

## 組成
7.5g中、下記の割合の混合生薬の乾燥エキス4.0gを含有する。
大棗5.0g、桂皮3.0g、芍薬3.0g、当帰3.0g、木通3.0g、甘草2.0g、呉茱萸2.0g、細辛2.0g、生姜1.0g

## 相互作用

### 併用注意
次の薬剤との併用により、偽アルドステロン症、ミオパチーが出現しやすくなる。
1. 甘草含有製剤
2. グリチルリチン酸及びその塩類を含有する製剤
3. ループ系利尿剤
4. チアジド系利尿剤

## 副作用
次の副作用がある。

### 重大な副作用
偽アルドステロン症、ミオパチー

### その他の副作用（頻度不明）
1. 過敏症：発疹、発赤、瘙痒
2. 肝機能異常
3. 消化器症状：食欲不振、胃部不快感、悪心、下痢等。

## 注意事項
高齢者は生理機能の低下、妊産婦、授乳婦、小児は安全性が未確立であり、注意が必要である。